# Lekdijk West
De Lekdijk West is het westelijk deel van de dijk langs de Lek binnen de grenzen van het dorp Beusichem. Het is een straat in Beusichem en vormt een belangrijke verbinding tussen Beusichem en Culemborg. De naam van de weg geeft aan dat deze op een dijk ligt. De straat begint aan de kruising met het Einde, vanwaar ook de Lekdijk Oost begint. Deze loopt richting het oosten.
De dijk heeft zijn nut bewezen tijdens het hoogwater van 1995, toen ook de Beusichemmers hun huizen moesten verlaten. Toch kwam deze dijk niet onder een dijkverbetering uit. Zo zijn er verschillende damwanden geslagen, maar ook verschillende huizen gesloopt en herbouwd, om een effectieve dijkverbetering te laten gelukken. In de periode 2013-2015 staan er opnieuw verschillende maatregelen op het programma, die ook betrekking hebben op aansluitende dijkdelen. Zo zal de Lekdijk Oost een meter verhoogd en verschillende meters breder worden.
Parallel aan de dijk ligt de Smalriemseweg. De dijk gaat, bij het overschrijden van de gemeentegrens, over in Beusichemsedijk.